# Frozen (singel Madonny)
Frozen – utwór muzyczny amerykańskiej piosenkarki Madonny pochodzący z jej albumu Ray of Light (1998), pierwszy promujący go singel. Powstał w wyniku współpracy artystki z Patrickiem Leonardem oraz Williamem Ørbitem. Jest elektroniczną balladą z elementami muzyki ambient; jej tekst dotyczy zimnego, pozbawionego uczuć mężczyzny.
Utwór ten jest uznawany za jeden z największych przebojów w karierze Madonny. Odniósł duży sukces komercyjny na całym świecie, był notowany w pierwszej piątce oficjalnych list przebojów w kilkunastu państwach, między innymi w Stanach Zjednoczonych, Wielkiej Brytanii i Australii. Singel spotkał się z szeregiem pozytywnych opinii ze strony krytyków, którzy często określali go mianem arcydzieła. Do piosenki powstał teledysk wyreżyserowany przez Chrisa Cunninghama. Eteryczny wideoklip zrewolucjonizował wizerunek Madonny, ukazując ją jako dojrzałą artystkę.

## Historia

### Geneza
Miałam wielką obsesję na punkcie filmu Pod osłoną nieba i tego całego marokańskiego-orkiestrowego-super romantycznego[...] klimatu. Więc powiedziałam Patrickowi Leonardowi, że potrzebuję czegoś z plemiennym dotykiem, czegoś naprawdę bujnego i romantycznego.

Narodziny córki, Lourdes, oraz zainteresowanie Kabałą i mistycyzmem Bliskiego Wschodu wpłynęły na zmiany w życiu Madonny. Studiowanie Hinduizmu oraz jogi pomogło jej „wyjść na zewnątrz [siebie] i zobaczyć świat z zupełnie innej perspektywy”; zainspirowana piosenkarka rozpoczęła wówczas samoobserwację. W maju 1997 roku Madonna zaczęła pisać nowe piosenki. Nawiązała współpracę z Patrickiem Leonardem, który w latach osiemdziesiątych odpowiadał za produkcję jej dwóch płyt: True Blue (1986) i Like a Prayer (1989). W przeciwieństwie do poprzednich kolaboracji, wspólne wejścia do studia nagraniowego zostały ograniczone do minimum. Piosenkarka obawiała się, że produkcja Leonarda „będzie bardziej zainspirowana utworami w klimacie Petera Gabriela”, stylem, którego chciała uniknąć.
W tym samym roku, Madonna wraz z muzykiem Williamem Ørbitem, specjalizującym się w nowoczesnych brzmieniach elektronicznych, wyprodukowali album Ray of Light: „Byłam wielką fanką wczesnych nagrań Williama [...]. Pokochałam wszystkie remiksy, które stworzył dla mnie i byłam zainteresowana fuzją rodzaju futurystycznego brzmienia, a także wpływów muzyki indyjskiej oraz marokańskiej i innych jak te. I chciałam, aby to brzmiało klasycznie i nowocześnie w tym samym czasie”. Wówczas wyprodukowano cztery utwory autorstwa Madonny i Leonarda, w tym „Frozen”.

### Wydanie i oprawa graficzna
Fragment piosenki o niskiej jakości wyciekł 23 stycznia 1998 po tym, jak zadebiutowała w radiu w Singapurze. Urywek został opublikowany w Internecie przez fanów Madonny, którzy chcieli wzbudzić zainteresowanie piosenkarki. Utwór jeszcze przed oficjalną premierą stał się hitem amerykańskich stacji radiowych. Erik Bradley, dyrektor muzyczny Chicago B96, sklasyfikował piosenkę jako „symbol przeboju. Oczywiście, amerykański radiowy pop potrzebuje Madonnę”. Według Jona Urena, dyrektora marketingu Warner Music Europe, „Frozen” miał również „fantastyczne” wsparcie w całej Europie. Krótko po wycieku, remiks utworu był transmitowany między innymi przez oficjalną stronę internetową BBC. 23 lutego „Frozen” został oficjalnie wydany przez Maverick Records na pierwszym singlu zapowiadającym Ray of Light. Wydawnictwo ukazało się w różnych formatach: jako kaseta magnetofonowa, płyta kompaktowa (CD) oraz siedmio- i dwunastocalowa płyta gramofonowa. Znalazły się na nich różne wersje i remiksy piosenki. Ponadto stroną B singla był utwór „Shanti/Ashtangi” także pochodzący z siódmego albumu studyjnego piosenkarki.

## Teledysk
Wideoklip został wyreżyserowany przez Chrisa Cunninghama. Został nakręcony nad jeziorem Cuddeback na pustyni Mojave w Kalifornii w dniach 7-11 stycznia 1998. Podczas wywiadu z Kurtem Lodgerem na planie teledysku, Madonna określiła siebie jako „mistyczną istotę na pustyni”. Podczas tworzenia klipu Cunningham inspirował się filmem Angielski pacjent i postacią amerykańskiej tancerki i choregorafki Marthy Graham. Premiera wideoklipu odbyła się na kanale MTV 16 lutego o godzinie 16:00. Czarna suknia w którą ubrana była Madonna, została zaprojektowana przez Jeana Paula Gardiera. W wywiadzie dla MTV News Cunningham powiedział, że Madonna nawiązała z nim współpracę po obejrzeniu wyreżyserowanego przez niego klipu do piosenki „Come to Daddy” (1997), Aphexa Twina.

## Listy sprzedaży
| Kraj              | Najwyższa pozycja | Sprzedaż |
| ----------------- | ----------------- | -------- |
| Australia         | 5 (5 tygodni)     | 35 000   |
| Austria           | 2                 | 25 000   |
| Belgia            | 3                 | 50 000   |
| Brazylia          | 1 (7 tygodni)     | –        |
| Europa            | 2 (11 tygodni)    | –        |
| Finlandia         | 1                 | –        |
| Francja           | 2 (3 tygodnie)    | 380 000  |
| Hiszpania         | 1 (4 tygodnie)    | –        |
| Holandia          | 1                 | 50 000   |
| Japonia           | 1                 | –        |
| Kanada            | 7                 | 35 000   |
| Niemcy            | 2 (6 tygodni)     | 500 000  |
| Norwegia          | 2 (3 tygodnie)    | 50 000   |
| Stany Zjednoczone | 2                 | 665 000  |
| Szwajcaria        | 2 (8 tygodni)     | 25 000   |
| Szwecja           | 2                 | 10 000   |
| Wielka Brytania   | 1                 | 510 000  |
| Włochy            | 1                 | 140 000  |